# NGC 5494
NGC 5494 est une galaxie spirale située dans la constellation du Centaure. Sa vitesse par rapport au fond diffus cosmologique est de 2 851 ± 17 km/s, ce qui correspond à une distance de Hubble de 42,1 ± 3,0 Mpc (∼137 millions d'al). NGC 5494 a été découverte par l'astronome britannique John Herschel en 1835.
La classe de luminosité de NGC 5494 est III et elle présente une large raie HI. Elle renferme également des régions d'hydrogène ionisé.
À ce jour, une mesure non basée sur le décalage vers le rouge (redshift) donne une distance d'environ 39,700 Mpc (∼129 millions d'al). Cette valeur est à l'extérieur des valeurs de la distance de Hubble. Notons que c'est avec la valeur moyenne des mesures indépendantes, lorsqu'elles existent, que la base de données NASA/IPAC calcule le diamètre d'une galaxie et qu'en conséquence le diamètre de NGC 5494 pourrait être d'environ 46,2 kpc (∼151 000 al) si on utilisait la distance de Hubble pour le calculer.

## Groupe de NGC 5464
NGC 5494 fait partie d'un trio de galaxies, le groupe de NGC 5464. Les deux autres galaxies du trio sont NGC 5464 et ESO 446-31.